# Phyllobrotica luperina
Phyllobrotica luperina es una especie de insecto coleóptero de la familia Chrysomelidae. Fue descrita en 1865 por Leconte. Se encuentra en Estados Unidos.